# (14430) 1992 CH
1992 سي إتش (ويعرف أيضًا باسم (14430) 1992 سي إتش وفق تسمية الكوكب الصغير) (بالإنجليزية: 1992 CH)‏ هو كويكب ضمن حزام الكويكبات؛ وترتيبه 14430 من حيث الاكتشاف.
اكتُشف هذا الجُرم الفلكي بواسطة Nobuhiro Kawasato ‏ في 10 فبراير 1992.

## وصلات خارجية
- (14430) 1992 CH في قاعدة بيانات مختبر الدفع النفاث لأجرام النظام الشمسي الصغيرة

- الاكتشاف · مخطط المدار ·  العناصر المدارية · المعلمات المادية

- (14430) 1992 CH على موقع ويكي سكاي: DSS2, SDSS, GALEX, IRAS, Hydrogen α, X-Ray, Astrophoto, Sky Map, Articles and images